# Carroll L. Beedy
Carroll Lynwood Beedy, född 3 augusti 1880 i Phillips, Maine, död 30 augusti 1947 i Washington, D.C., var en amerikansk politiker (republikan). Han var ledamot av USA:s representanthus 1921–1935.
Beedy efterträdde 1921 Louis B. Goodall som kongressledamot och efterträddes 1935 av Simon M. Hamlin.
Beedy avled 1947 i Washington, D.C. och gravsattes på Evergreen Cemetery i Portland i Maine.